# Neoscona quadrigibbosa
Neoscona quadrigibbosa är en spindelart som beskrevs av Manfred Grasshoff 1986. Neoscona quadrigibbosa ingår i släktet Neoscona och familjen hjulspindlar. Inga underarter finns listade i Catalogue of Life.